# Халіф
Халі́ф (араб. خليفة رسول الله (халіфа) — наступник, заступник) — титул ісламського правителя, як керівника вірян і наступника Мухамеда, верховного глави ісламської громади, що вибирався для здійснення духовного і світського керівництва в ісламському світі відповідно до шаріату та стежив за виконанням вірянами «божественних правил», що заповів Аллах.
Вважалось, що халіф замінює в деяких функціях померлого пророка Мухамеда, а кожний наступний халіф замінює в цих же функціях попереднього.
З самого початку халіфа вважали головою всіх мусульман світу — мусульманської громади (умми), імамом, втілювачем ідеї нерозривності світської та духовної влади. Але з кінця 8 — на початку 9 ст. в Аббасидському халіфаті склалася концепція про халіфів, як прямих представників Аллаха і про передачу халіфами світської влади емірам і султанам.
Османська імперія стала правонаступницею халіфату. В Османській імперії султан, нащадок Османа, одночасно був халіфом — зосереджував всю владу у своїх руках (і світську і релігійну).

## Історія
Першим халіфом був найближчий сподвижник Мухамеда — Абу Бекр, наступники — Омар, Осман, Алі. В ісламській традиції вони називаються «праведними халіфами».
Під час боротьби за владу між Алі та Муавією (із династії Омеядів) виник розкол мусульманської общини. Прибічники Алі заснували течію, від якої пішов шиїтизм.
- Шиїти визнають нащадків Алі, двоюрідного брата Мухаммеда і чоловіка його дочки Фатіми, законним імамом ісламу, виключаючи таким чином всіх сунітських халіфів. Фатімідській халіфат (909—1171) був найвідомішим халіфатом шиїтів в історії ісламу. Із числа тих хто з самого початку підтримував Алі виділились також хариджити, які відстоювали повну виборність халіфа.

- Більшість мусульманської общини, що заснувала сунітську гілку ісламу, підтримувало халіфів із династії Омеядів, яких в середині 8 ст. змінили халіфи із династії Аббасидів. Суніти вірять, що Мухамед був пророком, покликаним по божественному велінню, а тому не міг заповісти або передати це своє священне служіння жодному з наступників. Наступники Мухамеда успадковували лише земну владу.

Інші династії, такі як Ідрісиди в Марокко (789—921), також претендували на титул халіфа.
В 16 ст. халіфами почали називати себе і турецькі султани, що зберігали цей титул до 1924 року, тобто до краху Османської імперії. Тоді інститут халіфів перестав існувати. Проведені в Каїрі і Мецці конференції не змогли визначити майбутнє цього інституту але багато мусульманських течій сучасності вважають відновлення цього інституту умовою відродження істинно ісламських принципів життя суспільства.